# Georg Busse (Politiker)

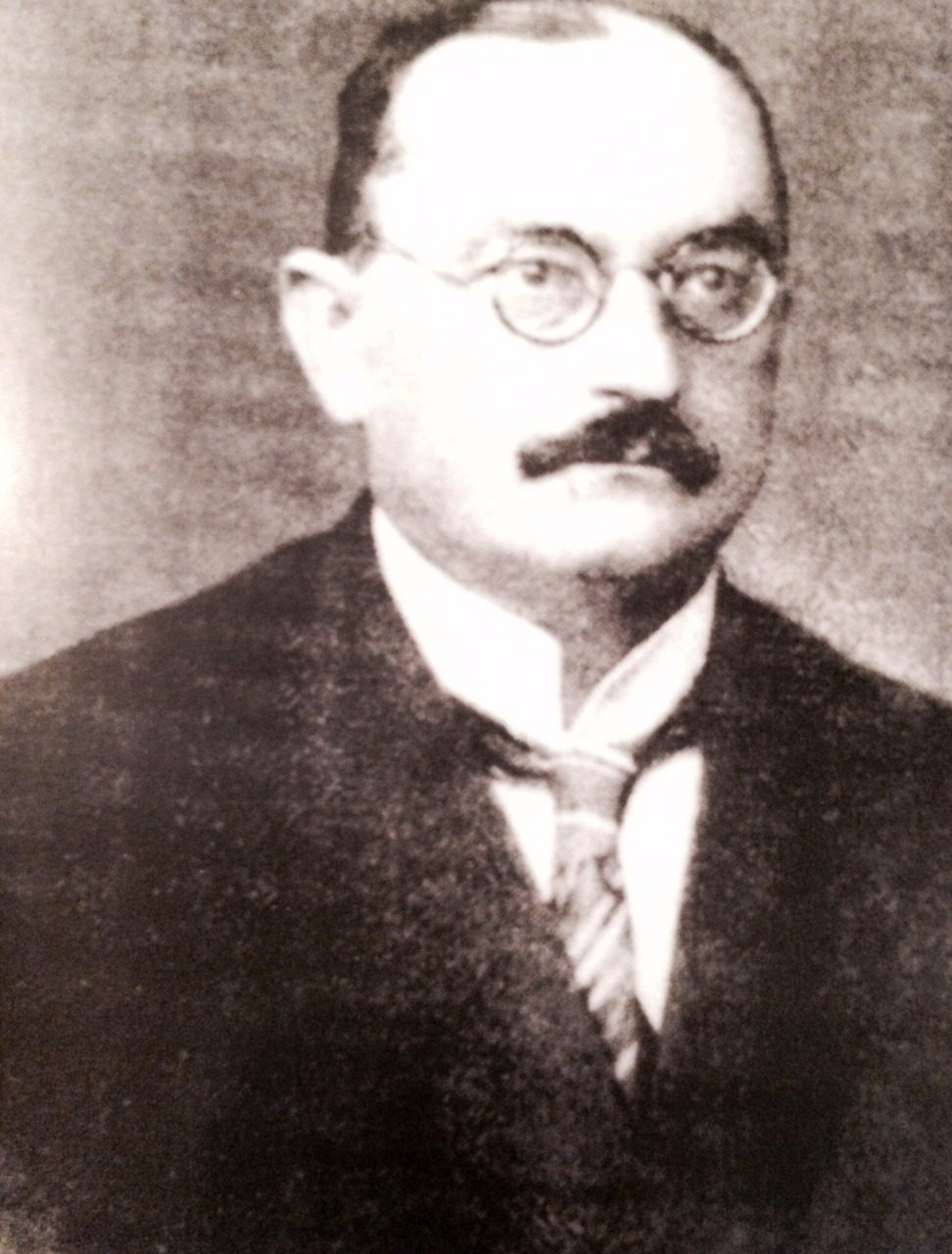
Georg Busse

Georg Busse. auch Georg Bushe oder Georg Busse-Tupadly (* 22. Januar 1871 in Tupadly; † 24. Januar 1945 bei Czarnków) war ein deutscher Rittergutsbesitzer, Jurist und Politiker. Er saß im Preußischen Abgeordnetenhaus und im Sejm.

## Leben

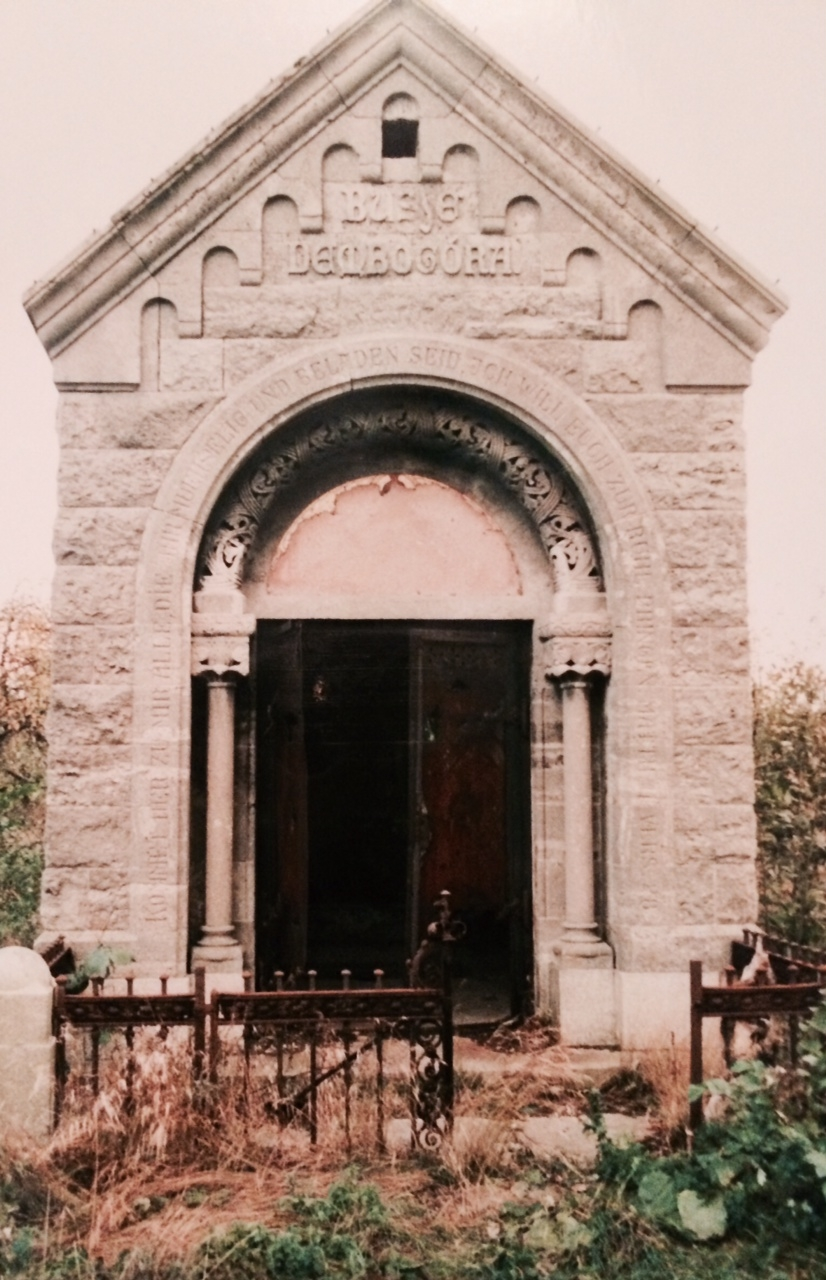
Familiengruft der Busse-Tupadły, Friedhof Kcynia (Exin)

Georg Busse stammte aus einer in der polnischen Woiwodschaft Kujawien-Pommern ansässigen deutschen Familie, die durch Einheirat in die polnischen Familie Michalski in den Besitz unter anderem von Dorf und Gut Tupadły kam. Seine Eltern waren der Gutsbesitzer Theodor Busse und Emma Auguste Knopf.
Er studierte Rechtswissenschaft an der Universität Jena und wurde 1891 im Corps Saxonia Jena aktiv. Als Inaktiver wechselte er an die Universität Leipzig, die ihn 1894 zum Dr. iur. promovierte. 1899 bestand er die Prüfung zum Regierungsassessor.
1900 übernahm er im Zuge einer Erbteilung die Güter Tupadly (Tupadły) und Bonk (Bąk), 1902 die Verwaltung des Guts Kruschwitz (Kruszwica, Kreis Strelno), das seine Ehefrau mit in die Ehe gebracht hatte. 1904 quittierte er den Staatsdienst. Von 1905 bis 1918 war er Abgeordneter in Posens  Provinziallandtag (Preußen) und ab 1908 zugleich Abgeordneter im Preußischen Landtag.
Nachdem der ehemalige Kreis Schubin Ende des Ersten Weltkriegs polnisches Staatsgebiet geworden war, setzte Busse sich für die Rechte der deutschen Minderheiten in Polen ein. Zunächst wurde er Mitglied des Anfang der 1920er Jahre aktiven Deutschtumsbunds zur Wahrung der Minderheitenrechte (Dtb); dann wurde er Mitglied der Nachfolgeorganisation, der Deutschen Vereinigung im Sejm und Senat für Posen, Netzegau und Pommerellen (DV). Mitte der 1930er Jahre wurde er Mitglied der Deutschen Vereinigung in Westpolen (DVW), der Nachfolgepartei der DV. Zu dieser Zeit war Busse in der II. Kammer des Warschauer Senats, Senator des polnischen Parlaments (1922–1935). Neben seinen politischen Aktivitäten, engagierte er sich als Landwirt in der Westpolnischen-Landwirtschaftlichen-Gesellschaft (We-La-Ge) in Posen, deren Vorsitzender er von 1923 bis 1935 war. Busse war bekannt für seine Zucht von Schwarzbunten (Tupadlyer Jungbullen). Den ostpreußischen Holländertyp hatte sein Vater Theodor auf dem Gut Tupadly begründet; 1929 wurde er auf der polnischen Landesausstellung mit einer Goldmedaille ausgezeichnet. Die Jungbullen wurden sowohl an deutsche als auch an polnische Gutsherren verkauft, dabei half ihm auch seine besonnene Haltung gegenüber der polnischen Bevölkerung, deren Sprache er ausgezeichnet beherrschte.
Mitte der 1920er Jahre lebte Busse in Kruschwitz bei Strelno. Kurz nach Beginn des deutschen Einmarschs in Polen, wurde Georg Busse im September 1939 verhaftet und nach Ost-Polen verschleppt. Ungeachtet seiner Verdienste um die  polnische Landwirtschaft wurde er mit Steinwürfen und Kolbenschlägen derartig malträtiert, dass selbst Vertraute ihn nicht wiedererkannten. Mithäftlinge schleppten den bewusstlosen Busse zurück nach Posen. 1941 trat Busse in die NSDAP ein, vier Jahre später verließ er sein angestammtes Heimatdorf, als die Rote Armee auf dem Vormarsch war. Sein Treck wurde am 24. Januar 1945 von der Roten Armee eingeholt und Busse erschlagen.